# Akasagarbha

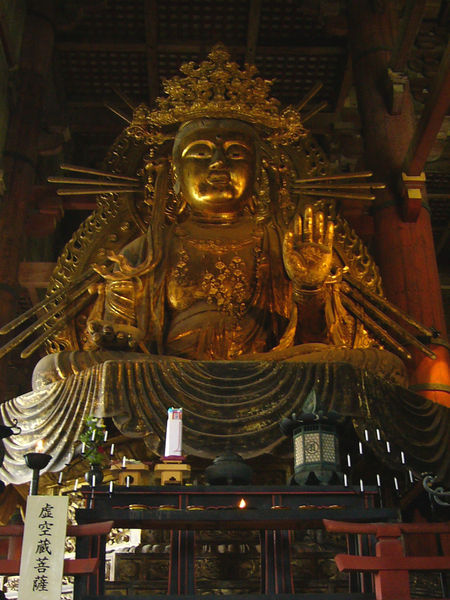
Statuia lui Akasagarbha de la templul Tōdai-ji din Japonia.

Akasagarbha este un bodhisattva asociat cu spațiul infinit, venerat în budismul Mahayana. Numele său poate fi tradus ca tezaurul spațiului infinit sau vidul infinit. El este considerat uneori a fi fratele lui bodhisattva Ksitigarbha, și este foarte venerat în secta japoneză Shingon.